# Édouard Pelay
Pour les articles homonymes, voir Pelay.
Édouard Pelay, né le 9 juin 1842 à Rouen et mort le 18 décembre 1921 dans la même ville, est un bibliophile et collectionneur français.

## Biographie
Édouard Pelay naît le 9 juin 1842 au no 44 rue de Crosne (actuelle avenue Gustave-Flaubert), à Rouen de Jean Melitte Pelay, rentier et de Aimée Melite Gamare. Il descend d'une famille d'agriculteurs originaire de Montivilliers.
Après ses études, il succède à son père à la direction de la compagnie d'assurance L'Urbaine.
Il vit au no 74 rue de Crosne. Il fait remonter dans sa cour la façade d'une maison originellement située rue des Boucheries-Saint-Ouen, sous la direction de l'architecte Georges Ruel.
Il est membre de nombreuses sociétés savantes, historiques ou artistiques. Il devient en 1873 membre de la commission départementale des Antiquités dont il deviendra le doyen. Il est également membre de la commission des Inscriptions rouennaises et des Amis des monuments rouennais dont il sera le président en 1904-1905. Il est le président et le fondateur en 1870 de la Société rouennaise de bibliophiles. Il est aussi archiviste de la Société de l'histoire de Normandie.
Bibliophile spécialiste de la Normandie et passionné par Corneille, il accumule au cours de sa vie tous les « petits papiers » dont sa maison sert de lieu d'exposition.
Il est déterminant dans le rachat en 1906 de la maison de Pierre Corneille à Rouen qu'il remet à la ville en 1912. Lors de son ouverture au public, elle accueille la collection cornélienne constituée par ses soins et dont il fait don à la ville en juillet 1917.
Il meurt le 18 décembre 1921  à son domicile, d'une congestion pulmonaire. Georges Dubosc réalise sa nécrologie dans le Journal de Rouen.

## Publications
- Réponse à l'abbé des Conards, 1867.
- Notes sur la Porte Cauchoise.
- Translation de la chapelle Saint-Yon du corps de l'abbé de la Salle en 1734, 1875.
- L'aéronaute Blanchard, 1900.
- Les Étudiants normands à l'Université de Pavie aux XVe et XVIe siècles.
- L'imprimeur Laurent Hostingue à Caen.
- Les Horlogers rouennais.
- Les Additions à la Bibliographie cornélienne, 1908, avec Pierre Le Verdier.